# Styphlolepis hypermegas
Styphlolepis hypermegas là một loài bướm đêm trong họ Crambidae.